# Ottery St Mary
Ottery St Mary è un paese di 7 692 abitanti della contea del Devon, in Inghilterra.

## Amministrazione

### Gemellaggi
- Pont-l'Évêque (Normandia), dal 1977
- Ilsfeld, dal 2003